# Gustaf Adolf Lewenhaupt

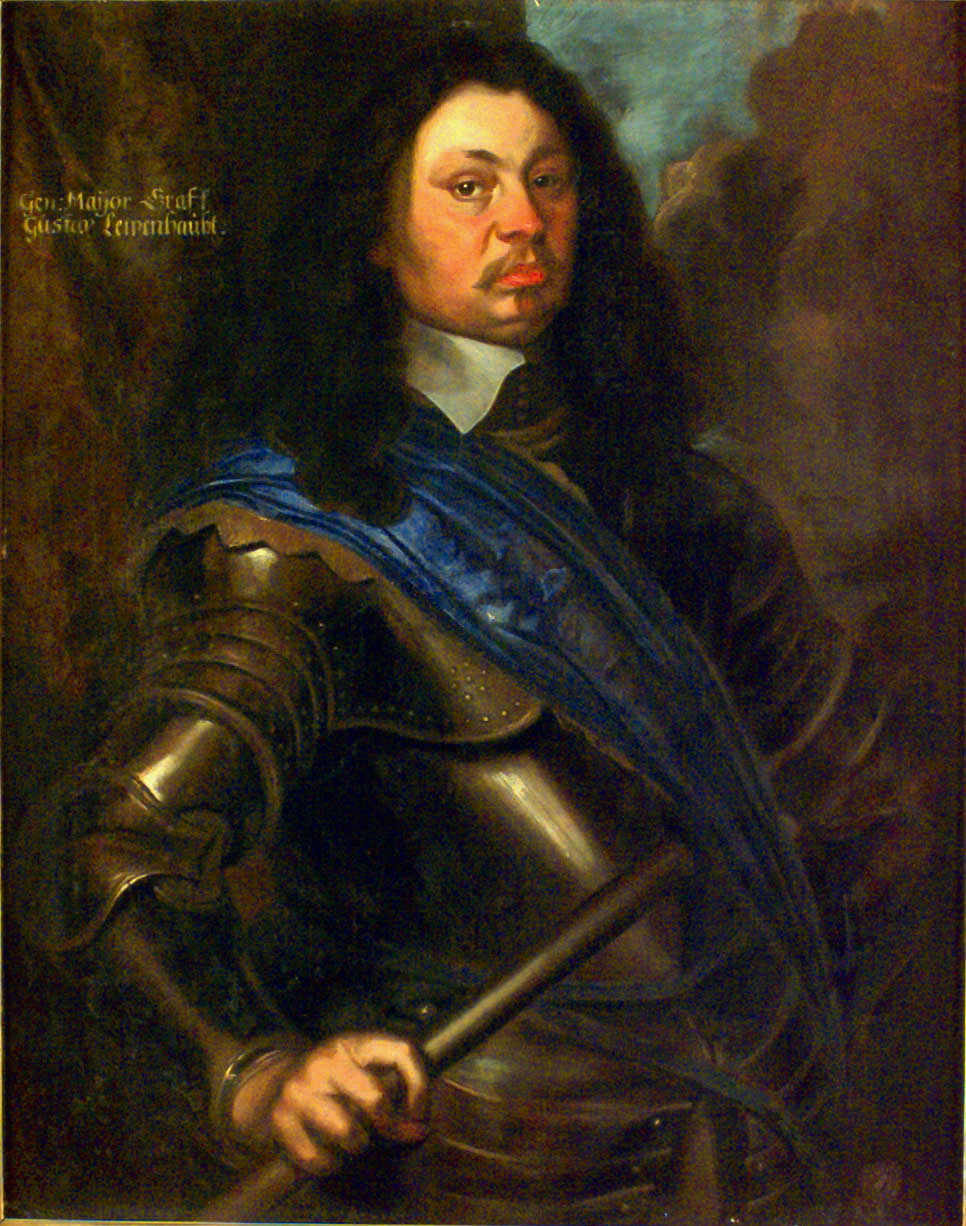
Gustaf Adolf Lewenhaupt 1650

Gustaf Adolf Lewenhaupt (Leijonhufvud) (* 24. März 1619 bei Vinäs; † 29. November 1656) war Graf von Raseborg (Rasburg) und Falkenstein, Baron von Reipoltskirchen, Käggleholm und Vinberg in der Provinz Halland sowie schwedischer Reichsrat und Feldmarschall. Er besaß zahlreiche Ländereien und war Herr von Gräfsnäs, Bretzenheim in der Pfalz, Sagnitz in Litauen, Himmelpforten bei Bremen sowie Hässelbyholm im Bezirk Fogdö.

## Leben
Seine Eltern waren Johann Kasimir Lewenhaupt (1583–1634) und die Baronesse Sidonia Mauritzdotter Grip, Tochter des Mauritz Briggersson Grip und der Edla Stensdotter Lewenhaupt. Der Feldmarschall Carl Mauritz Lewenhaupt (1620–1666) und der General Ludvig Wierich waren seine Brüder.
Er immatrikulierte sich am 28. Mai 1635 zunächst an der Universität Uppsala, ging aber am 27. Oktober 1637 an die Universität Leiden. Anfang 1637 kam er als Volontär in Holland zum Regiment des Grafen Solms. Er wurde 1642 Hauptmann der Leibgarde des Feldmarschalls Lennart Torstensson. In der Schlacht bei Breitenfeld (1642) wurde er 17-mal verwundet, die älteren Offiziere des Regiments wurden getötet und er schwer verletzt vom Schlachtfeld getragen. 1643 wurde er zum Oberstleutnant ernannt und Kommandeur der finnischen Regimenter und 1644 auch Obrist.
1645 wurde er zum Generalmajor ernannt und nahm an den Feldzügen des Feldmarschalls Carl Gustav Wrangel teil. 1647 wurde er Kommandant von Nienburg an der Weser und Befehlshaber der Truppen in Westfalen. Zudem wurde er am 25. Oktober 1647 zum Generalleutnant der Infanterie befördert. 1649 wurde er General der finnischen Milizen sowie Reichs- und Kriegsrat.
1655 wurde er zum Feldmarschall ernannt, 1656 kam er als Vizegouverneur nach Livland. Im Zweiten Nordischen Krieg überrumpelte er am 1. Juli 1656 Dünaburg und nahm den litauischen Feldherren Kemetenowsky mit seinem Truppen gefangen. Er wurde nach Finnland versetzt, wo er die Russen bei Kexholm und Nyen zurückdrängen konnte.
Er starb  nach elftägigem Krankenlager am 29. November 1656 in Rautus. Sein Leichnam wurde nach Stockholm gebracht und am 19. Juli 1657 in der Riddarholmskyrkan begraben.

## Familie
Er heiratete 1648 die Gräfin Kristina Katarina De la Gardie (1632–1704), Tochter von Jakob De la Gardie und der Gräfin Ebba Brahe. Das Paar hatte mehrere Kinder:
- Jakob Casimir (* 1. Juni 1649; † 28. Mai 1659)
- Christina (* 8. November 1650; † 18. April 1716)
- Gustaf Mauritz (* 11. Oktober 1651; † 5. März 1700), Obrist

⚭ 1673 Magdalena Catharina Stenbock (* 23. Januar 1652; † 28. Oktober 1676)
⚭ 1678 Görvel Sparre († März 1691)
⚭ 1693 Charlotta Eleonora Dohna (* 23. Juni 1660; † 25. November 1735), Tochter von Christoph Delphicus von Dohna
- Carl Magnus (* 3. Juli 1653; † 10. November 1653)
- Ebba Charlotte (* 1654; † 18. Januar 1720)

⚭ Vilhelm Douglas
⚭ Gustaf Carl Banér (* 3. August 1652; † 1. August 1697)
Die Witwe heiratete den Generalleutnant Gustaf Otto Stenbock. Diese Linie Lewenhaupt endete mit seinem Enkel, dem Oberstleutnant Carl Gustavson († 1711) in Moskau.